# Nyugat-Egyesült Államok

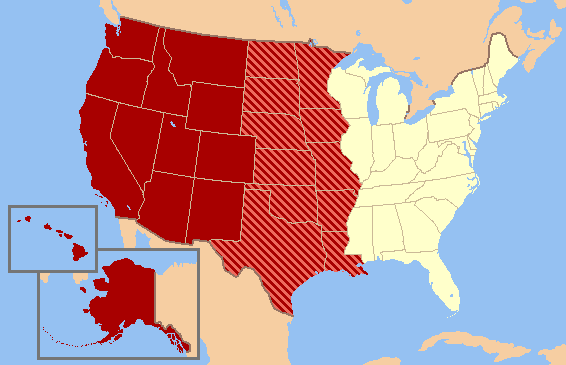
A régió meghatározása forrásonként változik. A Népszámlálási Hivatal definíciója szerint a Nyugathoz 13 állam tartozik: Alaszka, Arizona, Colorado, Hawaii, Idaho, Kalifornia, Montana, Nevada, Oregon, Utah, Új-Mexikó, Washington és Wyoming. Ezen belül a régiót tovább osztják hegyi és pacifikus területre. A világosabb vörössel jelzett államok alkotják a síksági államokat. Ezeket gyakran a nyugathoz sorolják, de néha a Középnyugat és a Dél részeként is szerepelhetnek.

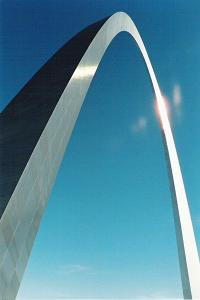
A Gateway Arch St. Louisban, a „Nyugat kapujaként” is ismert, és az Egyesült Államok nyugati terjeszkedésének állít emléket.

A Nyugat-Egyesült Államok, népszerű megnevezése szerint az Amerikai Nyugat vagy egyszerűen csak a Nyugat, tradicionálisan az Amerikai Egyesült Államok legnyugatibb államaiból áll. Az Egyesült Államok alapítása óta tartó nyugati terjeszkedésének következtében, a Nyugat jelentése időről időre változott. Eleinte, 1800 körül a Appalache-hegység gerincét tekintették a Nyugat határának. Az óta a periféria elmozdult nyugat felé és a Mississippi vált a legkeletebbi lehetséges határvonallá.
A 21. században a Sziklás-hegység és a Nagy-medence és a Nyugati part államait sorolják általánosságban az Amerikai Nyugathoz.
A kis jelentőségű földrajzi meghatározottságán kívül a Nyugatnak van antropológiai értelme is. Annak ellenére, hogy léteznek belső különbözőségek, a régiónak meg van a közös történelmi múltja, kultúrája (zene, ételek), gondolkodásmódja és világnézete, ahogy a sajátos dialektusai is. Mint ahogy más hasonlóan nagy kiterjedésű és változatos kultúrájú régiók, az Amerikai Nyugat is számos szubrégióval rendelkezik.
A „Nyugat” fontos szerepet játszott az amerikai történelemben. A Vadnyugat fogalma fontos szerepet tölt be az amerikai folklórban.
A legkiterjedtebb értelmezés szerint a Nyugat-Egyesült Államok a legnagyobb régió, ami az Egyesült Államok területének több mint a felét magába foglalja. Magában foglalja az egymástól igencsak különböző Nyugati partot, a északnyugati esőerdőket, a Sziklás-hegységet, a Nagy-síkságot és a magasfüvű préri legnagyobb részét egészen Nyugat-Wisconsinig, Illinoisig, az Ozark-plató nyugati határáig és a déli erdőségek nyugati határáig, valamint az Öböl-parti régióig. Ide tartozik az Egyesült Államok összes sivatagi területe (a Mojave-sivatag, a Sonora-sivatag, a Nagy-medence és a Chihuahua-sivatag) is.
A Sziklás-hegységtől nyugatra lévő államok szemiarid sztyepp és arid sivatagi, mélyföldi és plató-környezettel rendelkeznek, míg a hegységekben tűlevelű erdőségek nőnek.
A régió magában foglalja a Louisianai Szerzemény és az 1818-as egyezménnyel Angliától megszerzett területek nagy részét is, ahogy a Texasi Köztársaság területét, az Oregon-egyezménnyel 1846-ban, az 1848-ban Mexikótól megszerzett területeket és a Gadsden Szerzemény területeit is.
Arizona, Új-Mexikó, Nevada, Colorado és Utah a délnyugati területek tipikus képviselői, amelyhez gyakran Texast és Oklahomát is hozzá veszik. Idaho, Montana, Oregon, Washington és Wyoming ezzel ellentétben az északnyugati területeket alkotják, amihez néha hozzáveszik a kanadai Brit Columbia tartományt is, így létrehozva a Pacifikus Északnyugatot. Létezik még egy régió, amely mind a délnyugati, mind az északnyugati államok közül magába foglal néhányat. Ez a Hegyi Nyugat Arizonával, Új-Mexikóval, Coloradóval, Utah-val, Nevadával, Montanával, Idahóval és Wyominggal.
A Nyugatot fel lehet osztani pacifikus államokra (Alaszka, Hawaii, Kalifornia, Oregon és Washington), amint belül a Nyugati Part csak Kaliforniát, Oregont és Washingtont jelöli, és Hegyi államokra. Alaszka és Hawaii, amik nem függenek össze területileg a többi nyugati állammal, bár kevés hasonló vonást mutatnak a többiekkel, de általában a Nyugathoz sorolják őket. Nyugat-Texas, a Chihuahua-sivatag területén hagyományosan a Nyugat részét képezi, klimatográfiailag viszont a Nyugatnak Austintól nyugatra kellene kezdődnie, ahol a csapadékmennyiség radikálisan leesik a keleti területeken általánoshoz képest.
Néhány nyugati állam közös régiót alkot keleti államokkal. Kansas, Nebraska, Dél-Dakota és Észak-Dakota gyakran a Középnyugat részeként jelenik meg olyan államok mellett, mint Iowa, Illinois és Wisconsin. Arkansas, Louisiana, Oklahoma és Texas pedig a Délnek is részét képezik.
Ritka, hogy a Mississippitől keletre bármelyik államot is a modern nyugathoz soroljanak. Történelmileg azonban az Északnyugati Terület fontos területe volt a korai Egyesült Államoknak, Ohiót, Indianát, Illinois-t, Michigant és Wisconsint magába foglalva, illetve ide sorolták még Minnesota északkeleti részét is. Emellett az amerikai sport ligákban a „nyugati” konferencia, vagy divízió keretében részt vesznek a Mississippitől keletre lévő államok is, különböző okokból. Például arra hivatkoznak, hogy nincs elég nyugati csapat, nem ragaszkodnak szigorúan a földrajzi régiókhoz stb. Például az NBA és az NHL keretein belül Tennessee is a Nyugati Konferencia része.

## Demográfia

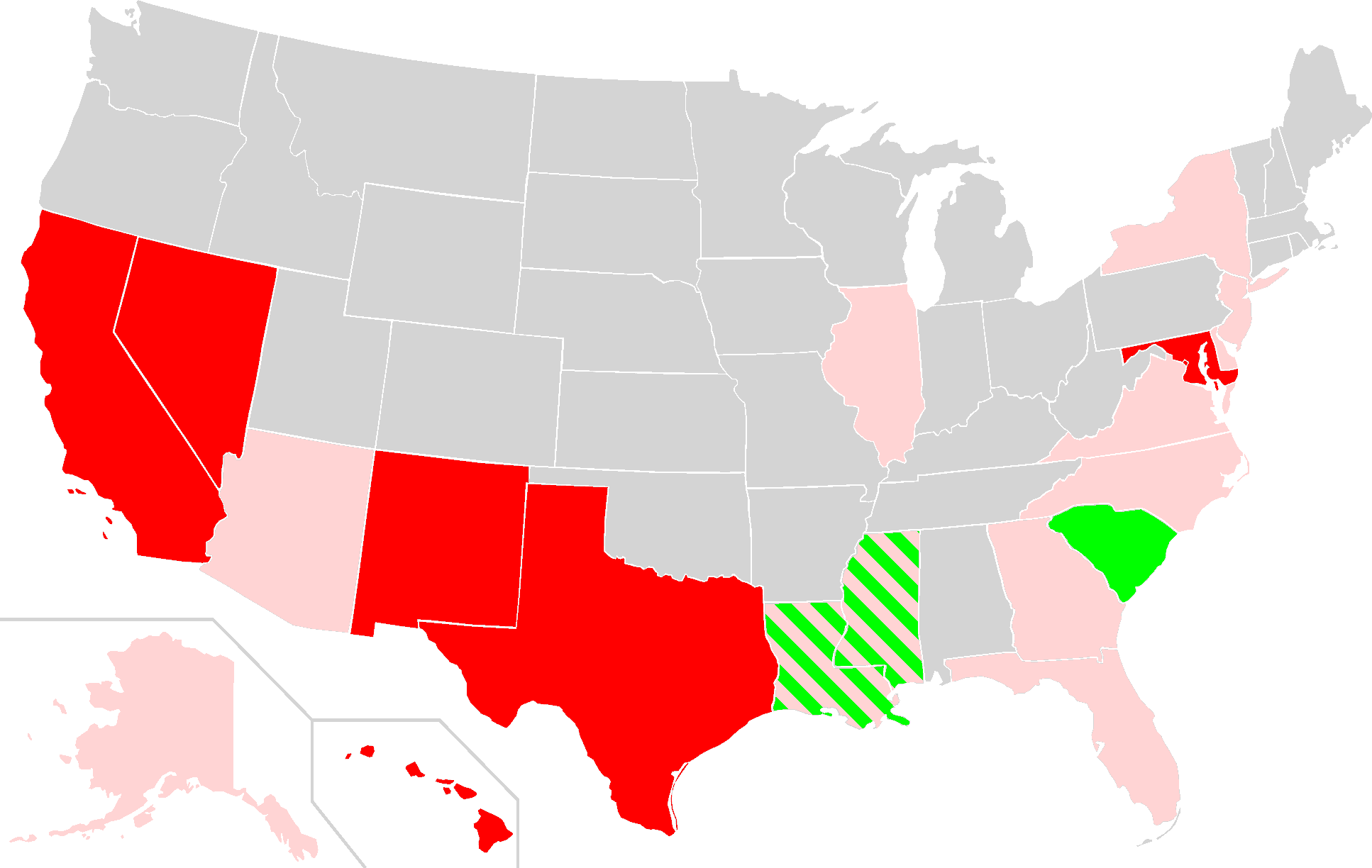
Az Egyesült Államok azon államai, ahol a nem-hispano fehérek nem alkotnak többséget:
Azok az államok, ahol a nem-hispano fehérek nem alkotnak többséget
Azok az államok, ahol a nem-hispano fehérek korábban nem voltak többségben
Azok az államok, ahol a nem-hispano fehérek aránya jelenleg 60% alatt van

A 2000. évi népszámlálás adatai szerint a Nyugat népességén belül az etnikai megoszlás a következő:
- 68,5% fehér
- 12,1% egyéb rasszbeli
- 7,9% ázsiai
- 4,9% fekete, vagy afroamerikai
- 4,3% két vagy több rasszból származik
- 1,8% indián, vagy eszkimó
- 0,5% hawaii-i bennszülött vagy csendes-óceáni
- 24,3% hispano vagy latino.[1]

A Népszámlálási Hivatal definíciója szerint a Nyugat 13 államot foglal magába (melyek teljes lakossága a 2010. évi népszámlálás adatai szerint 71 945 553 fő) és két kisebb régióra oszlik, amelyek a következők:
- A Hegyvidéki államok: Montana, Wyoming, Colorado, Új-Mexikó, Idaho, Utah, Arizona és Nevada.
- A Pacifikus államok: Washington, Oregon, Kalifornia, Alaszka és Hawaii.

Azonban a Népszámlálási Hivatal egy definíciót használ csak a Nyugatra a rendszereiben, ami nem teljesen azonos a történelmi és kulturális Nyugattal. Például a 2000-es népszámláláson a Népszámlálási Hivatal Texast, az Egyesült Államok második legnagyobb hispano lakosságával rendelkező államot a Délhez, Oklahomát, a második legnagyobb indián lakosságú államot szintén a Délhez, a nagy síkvidéki indián lakossággal rendelkező Dakotákat pedig a Középnyugathoz sorolta. Azonban Oklahoma nyugati fele, ahogy Nyugat-Texas is, sem kulturálisan, sem földrajzilag, sem szocioökonómiai tekintetben nem tartozik a Délhez.
A 2000. évi népszámlálás a Mississippitől nyugatra fekvő államokban 91 457 662 lakost mutatott ki, beleértve 1 611 447 indiánt (1,8%) és 22 377 288 hispanót (24,5%) (többségük mexikói). Az indiánok aránya az egész Egyesült Államokban 0,9%, a hispanóké 12,5%. A Nyugat történetének kezdeteitől kezdve igen jelentős ázsiai lakosság 5 161 446 főt (5,6%) tett ki, többségük a legnyugatabbi területeken. Az afroamerikaiak száma 5 929 968 volt (6,5%), vagyis kevesebb, mint arányosan a teljes országban (12,8%). A legnagyobb koncentrációban (12%) a Nyugati államok közül az ide számított Texasban és Kaliforniában éltek ekkor feketék.
A Nyugat ma is a legritkábban betelepült terület az Egyesült Államokban a maga 19 fő/km²-es népsűrűségével. Csak Texas (30 fő/km²; 78 fő/négyzetmérföld), Washington (33 fő/km²) és Kalifornia (82 fő/km²) haladja meg az országos átlagot (30 fő/km²; 77,98 fő/négyzetmérföld).
Az egész nyugati régió képét nagyban befolyásolta az európai, hispano, ázsiai és indián lakosság jelenléte. Itt él a legnagyobb számú kisebbség az Egyesült Államokban, és itt található mind a négy olyan amerikai állam, ahol az összes kaukázusi népcsoport együtt sem alkot többséget. Ezek Kalifornia, Hawaii, Új-Mexikó és Texas. Míg a legtöbb tanulmányt az amerikai etnikai tendenciákról az európaiakról és az afroamerikaiakról írják, a Nyugat, és főleg Kalifornia, több városában ez a két csoport együtt sem éri el a népesség felét a hispanók és az ázsiaiak nagy száma miatt. Az európai és afrikai származású amerikaiak azonban továbbra is igen erős jelenlétet tudhatnak magukénak a politikában, mivel az ázsiaiak és a hispanók között igen alacsony az állampolgárok és szavazati joggal rendelkezők aránya.
A Nyugat-Egyesült Államokban van a legmagasabb nemi ráta (több a férfi, mint a nő) az egész Egyesült Államokban.
Mivel a modernizáció hulláma még sok nyugati területet nem ért el, amikor megindult a nemzeti örökség megőrzésének ügye, a szövetségi kormányzat ügynökségei hatalmas területeket vettek birtokba a Nyugaton. (A legfontosabbak ezek közül ma nemzeti parkok, nemzeti erdők, vagy mezőgazdasági területek.) A nemzeti parkokat olyan rekreációs tevékenységek céljára tartják fenn, mint a halászat, kempingezés, túrázás és hajózás, de más kormányzati területeken a ranch-gazdálkodás és a bányászat is jelentős szerepet kap.
A legnagyobb város a régióban Los Angeles a nyugati parton. A nyugati parton fekszenek még olyan jelentős városok, mint San Diego, San Bernardino, San José, San Francisco, Oakland, Sacramento, Seattle, Tacoma és Portland. A Hegyi államok prominens városai pedig Denver, Colorado Springs, Phoenix, Tucson, Albuquerque, Las Vegas, Salt Lake City, Boise, El Paso és Cheyenne.

## Természetföldrajz

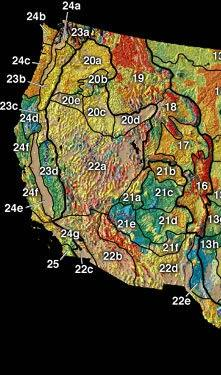
A Nyugat-Egyesült Államok geográfiailag három területre osztható: a Sziklás-hegység (16-19-es terület a térképen), az Intermontán Platók (20-22), és a Nyugati-Kordillerák (23-25).

A Csendes-óceán partvidéke mentén fekszik a Parti-hegység, melynek méretei nem közelítik meg a Sziklás-hegységéit, mégis impozáns látványt nyújt. Itt csapódnak le az óceán felől érkező nedves légtömegek. A Parti-hegységtől keletre több termékeny völgy fekszik, mint például a San Joaquin-völgy Kaliforniában és a Willamette-völgy Oregonban.
A völgyeken túl húzódik a Sierra Nevada délen és a Cascade-hegység északon. Az itt található Mount Whitney 4421 méteres magasságával az Egyesült Államok törzsterületén fekvő 48 állam legmagasabb pontja. Ezen túl itt van a Mount Saint Helens vulkán is, amely az 1980-as kitörésével híresült el. A Mount Mazama Kr. e. 4860-ban bekövetkezett kitörése hozta létre a Kráter-tavat. Ezek a hegyvonulatok igen csapadékosak, felfogva a Parti-hegységen átjutó nedves légtömegek java részét. Ennek köszönhetően tőlük keletre eső árnyékot képeznek, sivatagos területeket hozva létre. Ezek a száraz területek főleg Nevadában, Utah-ban és Arizonában koncentrálódnak. A Mojave- és a Sonora-sivatag több más sivataggal együtt itt helyezkedik el.
A sivatagokon túl emelkedik a Sziklás-hegység. Északon majdnem a Cascade-hegység tőszomszédságában emelkedik, úgyhogy a sivatagi régió itt csak néhány mérföld széles. A Sziklás-hegység több száz mérföld széles, és megszakítás nélkül húzódik Új-Mexikótól Alaszkáig. A Sziklás-hegység régió az Egyesült Államok legmagasabban fekvő területe, 4000 láb átlagmagassággal. A hegyvonulat legmagasabb pontjai, amelyek közül 54 4250 méter fölé emelkedik, mind Colorado középső és nyugati részén található.
A Nyugat számos hosszú folyóval rendelkezik, amelyek a Csendes-óceánba, vagy a Mexikói-öbölbe tartanak. A Mississippi formálja a legkeletebbi lehetséges határvonalat, ami elválasztja a Nyugatot az Egyesült Államok többi részétől. A Missouri, a Mississippi mellékfolyója, a Sziklás-hegységbeli forrásából kiindulva keresztül folyik a Nagy-síkságon, mielőtt beleömlene a Mississippibe. A Colorado folyó a Hegyvidéki államokon kígyózik keresztül, kiformálva a Grand Canyont is. A Colorado a délnyugati területek fő vízforrása, több olyan gáttal, mint például a Hoover-gát. A legtöbb ivóvíz a Nyugat közeli államaiban a Colorado folyóból származik. A Columbia folyó a legnagyobb folyó Észak-Amerikában, ami a Csendes-óceánba folyik. A Platte keresztül folyik Nebraskán, és arról ismert, hogy 2 kilométer széles, de csak 1 centi mély. A Rio Grande képezi a határt Texas és Mexikó között, mielőtt Új-Mexikóban észak felé fordulna.
Az Egyesült Államok Parti Őrsége szerint „a Nyugati Folyami Rendszer magába foglalja a Mississippit, az Ohiót, a Missourit, az Illinois-t, a Tennessee-t, a Cumberlandet, az Arkansast és a Fehér-folyót, valamint mellékfolyóikat, és számos egyéb, a Mexikói-öbölbe tartó folyót.”

### Klíma és mezőgazdaság

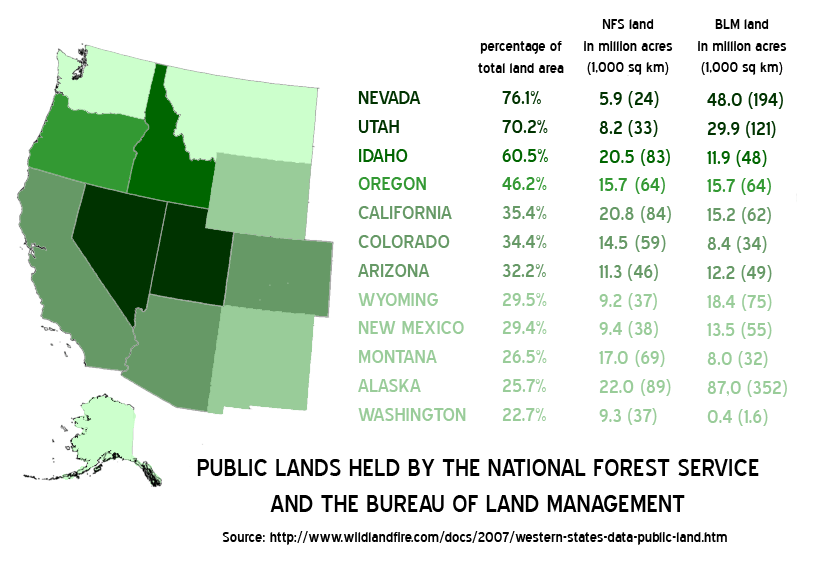
A legtöbb közterületet az Egyesült Államok Nemzeti Erdő Szolgálata és a Földkezelő Iroda birtokolja a nyugati államokban. A közterületek ezek államok területének 25-27%-át képzik.

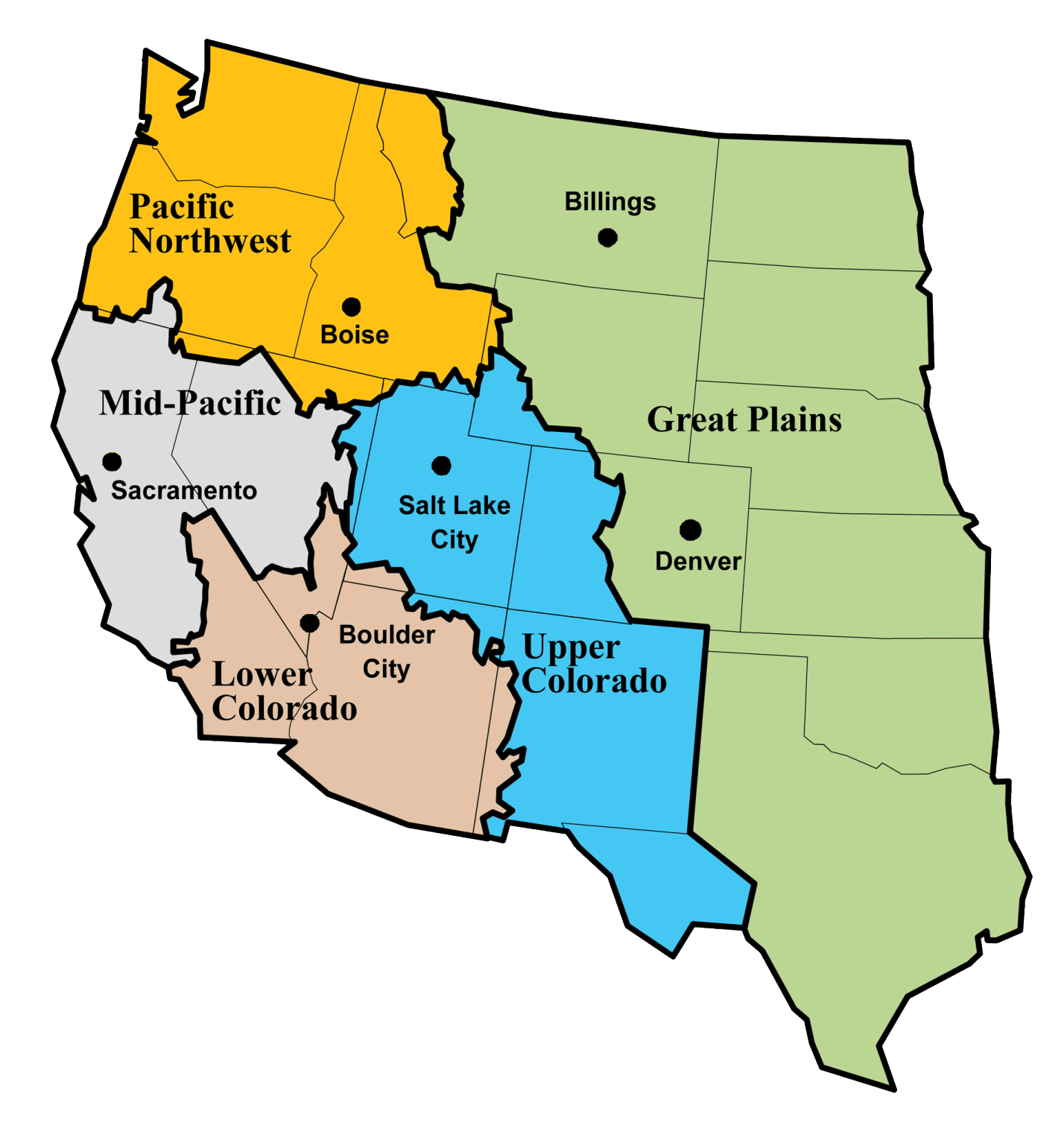
A Regenerációs Iroda régiói.

Általánosságban a Nyugat klímája szemiaridként írható le. Azonban a Nyugat egyes részei rendkívül nagy mennyiségű csapadékot kapnak, míg más területek igazi sivatagot képeznek, kevesebb, mint évi 10 cm csapadékkal. Ezen túl a Nyugat klímája meglehetősen instabil. Általában nedves területeken előfordulhat évekig tartó szárazság és fordítva.
A havi hőmérsékletek a Nyugat egyes területein nagyban eltérőek lehetnek. A nyugati part alacsonyabb térszínein meleg nyarak vannak és ritkán esik a hó, míg a Sivatagi Délnyugaton nagyon melegek a nyarak és enyhék a telek. A magashegyi területeken azonban még délnyugaton is gyakran hullik nagy mennyiségű hó. A Délnyugati Belterület kontinentális éghajlattal rendelkezik, vagyis a nyarak melegek, a telek pedig hűvösek.
Az átlagos csapadékmennyiség magasabba keleti területeken, fokozatosan csökkenve a nyugati partvidék felé haladva, ahol ismét megugrik. Azonban ennek ellenére a legnagyobb csapadékmennyiség az Egyesült Államok területén a Pacifikus Északnyugaton hullik. A szárazság sokkal általánosabb a Nyugaton, mint az Egyesült Államok más területein. Az ország legszárazabb területe is itt található. (Halál-völgy, Kalifornia.)
A Sziklás-hegységtől keletre heves zivatarok fordulnak elő. Tornádók minden tavasszal lecsapnak a déli síkságokra. A leggyakoribbak és a legpusztítóbbak a Tornádó-folyosón koncentrálódnak, ami a Nyugat keleti szélét foglalja magába (Texastól Észak-Dakotáig).
A mezőgazdaság váltakozása a csapadék-mennyiségtől, az öntözéstől, a talajtól, a tengerszint feletti magasságtól és a hőmérséklettől függ. Az arid területeken általában csak az állattenyésztés, főleg a marhatenyésztés kap teret. A búza-öv Texastól a Dakotákig terjed. Itt termesztik az Egyesült Államok búzájának és szójababjának nagy részét, és külföldre is exportálnak belőle. Az öntözés a Délnyugaton lehetővé teszi gyümölcsök, dió és zöldségek nagy mennyiségű termesztését. Texas jelentős marha és birkatenyésztő régió, valamint az ország legnagyobb gumigyártó területe. Kalifornia és Arizona fő termékei a citrusfélék, bár a metropoliszok növekedése elhódítja a mezőgazdasági területeket.
A helyi állami kormányzati hivatalok kezdik megérteni, a késő 19. század számos felmérése után, hogy csak a szövetségi kormányzat beavatkozásával lehet megoldani a Nyugat vízügyi problémáit. 1902-től kezdve a Kongresszus egy sorozat törvényt fogadott el, létrehozva az Egyesült Államok Regenerálási Hivatalát, hogy felügyelje a vízügyi projekteket a tizenhét nyugati államban.
A 20. század első felében gátak és öntözési projektek biztosítottak vizet a mezőgazdaságnak, biztosítva a prosperitást az összes államban, ahol korábban a mezőgazdaság csak perifériális szerepet játszott. A második világháború után a Nyugat városai ipari és demográfiai robbanást éltek át. A népesség nőtt, főleg a Délnyugat államaiban, Új-Mexikóban, Utah-ban, Coloradóban, Arizonában és Nevadában, amivel a víz és más energiaforrás a mezőgazdasági régiók helyett az olyan nagyvárosokba korlátozódott, mint Las Vegas és Los Angeles.

### Geológia
A síkságok teszik ki a Nyugat keleti felének nagy részét, néhány paleozoikumi, mezozoikumi és cenozoikumi kőzettel. A Sziklás-hegység különböző magmás és metamorf kőzeteket tartalmaz a prekambriumból és a fanerozoikumi eonból. Az intermontán államokban és a Pacifikus Északnyugaton nagy mennyiségű cenozoikumi vulkáni kőzet található. Sós síkságok és tavak maradtak hátra abból az időből, amikor a nagy belföldi tengerek borították a mai Nyugat területét. A csendes-óceáni államok a geológiailag legaktívabb területek az Egyesült Államokban. Földrengések jelentik a fő problémát minden néhány évben Kaliforniában. Mivel a csendes-óceáni államok a vulkanikusan legaktívabb területek, rengeteg kialudt vulkán és lávafolyás található a Nyugat nyugati felében.

## Története és kultúrája
A Csendes-óceántól a mexikói határig, a Nyugat rendkívül megosztott a különböző etnikai csoportok tekintetében. Hawaii az egyetlen tagállam, ahol az ázsiai-amerikaiak számbelileg túltesznek a fehér amerikaiakon. Különböző országokból származó ázsiaiak letelepedtek Kaliforniában és a nyugati part többi államában is, számtalan hullámban érkezve a 19. század folyamán. Vonzotta őket az aranyláz, a transzkontinentális vasút építési munkálatai, a mezőgazdaság, és még gyakrabban, a fejlettebb technológia.
A határállamok – Kalifornia, Arizona, Új-Mexikó és Texas – mind rendelkeznek nagyszámú hispano lakossággal, területükön pedig a számtalan spanyol helységnév a spanyol és mexikói uralom korát idézik. Más délnyugati államok, úgy mint Colorado, Utah és Nevada, szintén nagy hispano közösséggel és a mexikói uralom korából származó helységnevekkel rendelkeznek. A mexikói-amerikaiak száma az északnyugati államokban, így Oregonban és Washingtonban is nő, úgy, mint a Délhez tartozó Oklahomában.
A Nyugaton él az Egyesült Államok indián lakosságának nagy része is, többnyire nagy rezervátumokban a hegyvidéki és a sivatagi államokban.

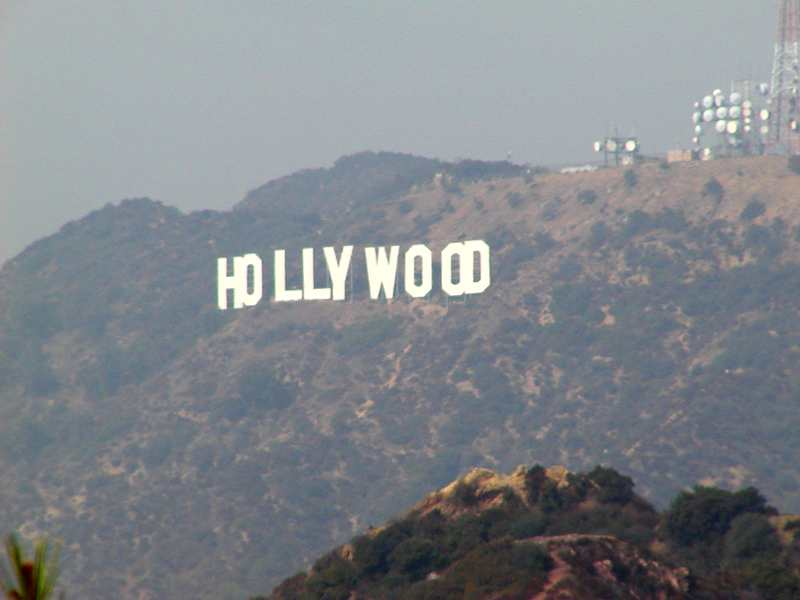
Hollywood, Los Angeles ismert városrésze, az amerikai filmipar szimbolikus központja

A fekete lakosság legnagyobb koncentrációja a Nyugaton Los Angelesben, Oaklanden, Sacramentóban, San Franciscóban, Phoenix-ben, Seattle-ben, Las Vegasban, Denverben és Colorado Springsben található.
A partvidéki államokban nagy területeket fed le a kisvárosok, farmok és erdők hálózata, amit csak kevés partmenti nagyváros szakít meg, amelyek viszont a média és a technológiai ipar miatt világszintű centrumok lettek. Alaszka – a legészakabbi tagállam – rendkívül nagy területekkel rendelkezik kevés népességgel, többségükben bennszülöttökkel, és nagy kiterjedésű vadonokkal, amelyek nemzeti parki védelem alatt állnak. Hawaiit a fekvése fontos összekötő kapoccsá teszi az Egyesült Államok és Ázsia között, valamint fontos turisztikai célpont is. Ma az ország második legnagyobb városa, Los Angeles, arról ismert, hogy helyet ad a hollywoodi filmiparnak. A Los Angeles körüli terület a második világháború óta a légi közlekedési ipar fontos centruma, annak ellenére is, hogy a vezető légi közlekedési vállalat, a Boeing, székhelye Washington államban van. Los Angeles – és a San Francisco-öböl régiója, a Szilícium-völggyel – növekedésétől feltüzelve, a high-tech ipar központjaként Kalifornia lett a leghíresebb amerikai állam. Oregon és Washington a Boeing és a Microsoft fejlődésével szintén nagy növekedésen megy át, ami mellett jelentős a mezőgazdaság és a természeti erőforrásokra épülő ipar is. A sivatagi és hegyi államok relatíve kis népsűrűséggel rendelkeznek. Területük ranchokból és bányatelepekből áll össze, amik csak ritkán urbanizálódnak. Többségüknek rendkívül individuális kultúrája van. Azon dolgoznak, hogy kiegyensúlyozzák a városi fejlődés, a rekreáció és a gazdaság érdekeit.
A kultúra jellegzetes elemei a nagy mormon népesség a Mormon-folyosón, Délkelet-Idaho, Utah, Észak-Arizona és Nevada területén, az extravagáns kaszinó-életéről ismert Las Vegas és Reno, és természetesen az indián törzsi rezervátumok.

### A Régi Nyugat
A legtöbb települést a nyugati területeken a keleti államokból az 1840-es években nagy hullámokban érkező telepesek alapították. Sokuk az Oregon-útvonalon és a kaliforniai aranyláz idején, 1849-ben. Kalifornia alig néhány hónap leforgása alatt hatalmas növekedést élt át, amikor 1850-ben megkapta az állami státuszt, anélkül, hogy előtte hivatalosan területi címet viselt volna. A legnagyobb migráció az amerikai történelemben az 1840-es években a mormonoknak a Középnyugatról a Nyugat biztonsága felé való vándorlása volt. Mind a nebraskai Omaha és a missouri St. Louis kiérdemelte a „Nyugat kapuja” címet ebben az időszakban. Omaha, a Union Pacific Railroad és a Mormon útvonal fontos állomása, a telepesek vándorlásával csinálta meg a szerencséjét, míg St. Louis eredetileg szőrme kereskedő telepnek épült, mielőtt urbanizálódott volna.
Az 1850-es éveket a politikai konzervativizmus jellemezte, ami a polgárháború előmozdítója volt, attól kezdve, hogy Kaliforniában az 1850-es kompromisszum eltörölte a rabszolgaságot. Kalifornia magában a polgárháborúban kis szerepet játszott a hadműveletektől való földrajzi távolsága miatt. A polgárháború után sok korábbi konföderációs partizán Kaliforniába menekült az újjáépítés korában.
Az Amerikai Nyugat története a kései 19. és korai 20. században kulturális mítoszt teremtett az irodalomban és az amerikai filmiparban. A cowboyok, földbirtokosok és a nyugati terjeszkedés képe a nyugat mítoszába transzformálódott, ami legkésőbb az 1920-as évektől kezdve befolyásolta az amerikai kultúrát.
Olyan írók, mint Bret Harte és Zane Grey ünnepelték, vagy kigúnyolták a cowboy-kultúrát, míg az olyan művészek, mint Frederic Remington megteremtették a nyugati művészetet, mint a nyugati expanzió egy módját. Az amerikai filmiparban külön műfajt teremtettek a western filmek, amik sokszor metaforaként használták a Nyugatot az önellátás virtusára és az amerikai ethoszra. A kontraszt a kultúra romanticizmusa és a történelmi aktualitás között a kései 20. és a korai 21. század jellemző témája lett. A cowboy-kultúra a hétköznapi kultúra sarokkövévé vált, és létrehozta a country és a western zenét is. Georgia O’Keeffe munkái az izolacionizmust és a függetlenség szellemét ünnepelték, amelyet a benépesítetlen és relatíve zord klímájú régió ihletett.
A gyors növekedés számtalan időszakának eredményeiként sok új lakos bevándorló volt, akik új életet akartak kezdeni a korábbi történelem, vagy személyes hibáik után. Ők és a többnyire inkább kereskedelmi célok hajtotta egyéb telepesek egy erős ethoszt teremtettek az önállóság és az individuális szabadság körül, ahogy olyan közösségek alakultak, amelyeknek nem voltak szervezett kapcsolatai, vagy közös eszméi. A régió szabad földje azt a lehetőséget nyújtották, hogy az ember olyan távol élhessen a szomszédaitól, ami a keleti városokban lehetetlen lett volna. Kalifornia állam alkotmányát (mind az 1849-est, mind az 1879-est) olyan csoportok dolgozták ki, amelyek nagy hangsúlyt fektettek az individuális tulajdonjogra és a személyi szabadságra, vitathatatlanul a polgári közösségek felé mutató eszmék rovására.

### 20. század
1890-től a periféria elmozdult. Az automobilok elterjedése lehetővé tette az átlag amerikai számára, hogy kirándulást tegyen a Nyugatra. A nyugati üzletemberek támogatták a 66-os út megépítését, mai a turizmus és az ipar nyugatra való elérését jelentette. Az 1950-es években a nyugati államok képviselői megépítették a Cowboy Hírességek Csarnokát és a Nyugati Örökség Központját, hogy bemutassák a nyugati kultúrát és látogatókat vonzanak a keleti régiókból. A kései 20. század idején számtalan transzkontinentális államközi főút szelte át a Nyugatot elhozva a kereskedelmet és a turizmust. A hírek az olaj bummról szóltak Texasban és Oklahomában, felvéve a versenyt a régi bányavidékekkel, egyre nyugatabbra szorítva a földbirtokosok leszármazottait.
Kalifornia lett a legnépesebb állam és a világ tíz legnagyobb gazdaságának egyike. A 19-20. századi népesség- és településrobbanás két megalopoliszt hozott létre. Nagy-Los Angelest, vagy Dél-Kaliforniát és a San Francisco-öböl régióját, vagy Észak-Kaliforniát, az Egyesült Államok legnagyobb nagyvárosi területeinek és a világ 25 legnagyobb városi övezetének egyikét. Három mások nagyvárosi terület, Denver, Phoenix és Seattle, rendelkezik több mint egy milliós lakossággal, míg a három leggyorsabban növekvő nagyvárosi terület Salt Lake City, Las Vegas és Portland.
Emellett viszont teret nyert a szegregáció, az etnikai alapú bűnözés és a rendőri brutalitás a kisebbségek ellen, összefüggésben az illegális bevándorlással és a rasszista tendenciákkal. Mindennek ellenére azonban a Nyugat szabadgondolkodó és az etnikailag egyik legprogresszívabb régió maradt az Egyesült Államokban.
Los Angelest tartják a legnagyobb mexikói népességgel rendelkező területnek Mexikó után, míg San Francisco rendelkezik a legnagyobb kínai közösséggel Észak-Amerikában, ahogy nagy meleg közösséggel is. Oakland nagy arányú afroamerikai lakossággal rendelkezik, hasonlóan Long Beach-hez. Utah államban a mormonok vannak többségben (2004-es adat szerint arányuk 62,4%), míg néhány város, mint Albuquerque. Spokane és Tucson indián rezervátumaikról ismertek.

## Fő nagyvárosi területek
| Rang (Nyugat) | MSA                                   | Népesség        | Állam(ok)  |                                              |
| ------------- | ------------------------------------- | --------------- | ---------- | -------------------------------------------- |
| 1             | Los Angeles-Long Beach-Santa Ana MSA  | 12 875 587      | Kalifornia | Los Angeles skyline                          |
| 2             | San Francisco-Oakland-San Jose MSA    | 7 468 390       | Kalifornia | San Francisco skyline                        |
| 3             | Phoenix-Mesa-Scottsdale-Glendale MSA  | 4 192 887       | Arizona    | Phoenix skyline                              |
| 4             | Riverside-San Bernardino-Ontario MSA  | 4 115 871       | Kalifornia | San Bernardino skyline                       |
| 5             | Seattle-Tacoma-Bellevue MSA           | 3 344 813       | Washington | Seattle skyline                              |
| 6             | San Diego-Carlsbad-San Marcos MSA     | 3 146 274       | Kalifornia | Downtown San Diego                           |
| 7             | Denver-Aurora-Broomfield MSA          | 2 552 195       | Colorado   | Downtown Denver                              |
| 8             | Portland-Vancouver-Hillsboro MSA      | 2 241 841       | Oregon     | Portland, Oregon, from the east              |
| 9             | Sacramento-Arden Arcade-Roseville MSA | 1 974 810       | Kalifornia | The Sacramento Riverfront                    |
| 10            | Las Vegas-Paradise-Henderson MSA      | 1 951 269       | Nevada     | The Las Vegas Strip                          |
| 11            | Salt Lake City MSA                    | 1 124 197       | Utah       | Salt Lake City                               |
| 12            | Tucson MSA                            | 1 020 200       | Arizona    | Tucson, Arizona                              |
| 13            | Honolulu MSA                          | 953 207         | Hawaii     | Downtown Honolulu                            |
| 14            | Fresno MSA                            | 930 450         | Kalifornia | Downtown Fresno                              |
| 15            | Albuquerque MSA                       | 907 755         | Új-Mexikó  | Downtown Albuquerque                         |
| 16            | Bakersfield MSA                       | 827 173         | Kalifornia | Downtown Bakersfield                         |
| 17            | Oxnard-Thousand Oaks-Ventura MSA      | 791 130         | Kalifornia | Aerial view of Ventura                       |
| 18            | Stockton MSA                          | 685 306         | Kalifornia | The University of the Pacific in Stockton    |
| 19            | Colorado Springs MSA                  | 645 613         | Colorado   | Downtown Colorado Springs                    |
| 20            | Boise-Nampa MSA                       | 616 561         | Idaho      | The # Idaho State Capitol building in Boise  |
| 21            | Spokane MSA                           | 609 715         | Washington | Downtown Spokane                             |
| 22            | Ogden-Clearfield MSA                  | 547 184         | Utah       | Historic 25th Street in Ogden                |
| 23            | Provo-Orem MSA                        | 526 810         | Utah       | Provo skyline                                |
| 24            | Modesto MSA                           | 514 453         | Kalifornia | The Modesto Arch                             |
| 25            | Santa Rosa-Petaluma MSA               | 466 725         | Kalifornia | Old Courthouse Square in Downtown Santa Rosa |
| 26            | Salinas MSA                           | 414 449         | Kalifornia | Main Street in Downtown Salinas              |
| 27            | Vallejo-Fairfield MSA                 | 412 336         | Kalifornia | Downtown Fairfield                           |
| 28            | Santa Barbara-Santa Maria-Goleta MSA  | 403 134         | Kalifornia | Aerial view of Santa Barbara                 |
| 29            | Reno-Sparks MSA                       | 400 000-410 232 | Nevada     | View of Reno                                 |

### Más népesedési centrumok
- El Paso városát, ha nem a Délhez, hanem a Nyugathoz számítjuk, akkor a 16. helyet foglalja el.
- A mexikói határváros Tijuana és Mexicali.
- A kanadai határvárosok, Vancouver és Victoria, a kanadai Brit Columbiában.
- A legnagyobb város Alaszkában Anchorage. A teljes népessége 280 000 fő.

## Politika

Azon államok, amelyek 2005 előtt törvényileg engedélyezték az orvosi célú marijuana fogyasztást.

Azon államok, amelyek engedélyezték az eutanáziát.

Azon államok, ahol nincs jövedelemadó állami szinten.

A régió távolsága a hagyományos keleti centrumterülettől és a telepesek ünnepelt frontier-szelleme két klisét hozott létre a régió függetlenségének és politikai heterogenitásának magyarázatára. Történelmileg a Nyugat volt az első régió, ahol széles körben elterjedt a női választójog. Kaliforniában született meg a tulajdonjogi és a természetvédelmi mozgalom, és olyan nagy hatású eseményeknek adott helyet, mint az adófizetők lázadása és a Szólásszabadsági Mozgalom. Innen származik három elnök, Herbert Hoover, Richard Nixon és Ronald Reagan is.
Széles körű a libertariánus politikai túlsúly. Például a nyugati államok többsége engedélyezte az orvosi célú marijuana fogyasztását (Utah és Wyoming kivételével) és (Utah kivételével) a szerencsejátékok néhány formáját. Oregon és Washington államok legalizálták az eutanáziát . A legtöbb rurális nevadai megye engedélyezi a bordélyok működését. Alacsony az ellenállás az azonos neműek házasságával szemben is. Kalifornia, Hawaii, Nevada, Oregon és Washington el is ismeri.
A nyugati part inkább a Demokrata Párt felé orientálódik. San Francisco két fő politikai pártja a Zöld Párt és a Demokrata Párt. Seattle a szélsőbal hagyományos központja. A kongresszus mindkét demokrata vezetője ebből a régióból származik. Az alsóházi kisebbség vezetője, Nancy Pelosi Kaliforniából, a szenátusi többség vezetője, Harry Reid pedig Nevadából.
A belső területek, úgy mint Alaszka, Arizona, Idaho, Montana, Utah és Wyoming, viszont republikánus fellegvárak, Colorado, Nevada és Új-Mexikó pedig váltóállam (viszont többször vezetik republikánusok, mint nem). Arizona 1948 óta egy kivétellel minden republikánus elnökjelöltet megválasztott, míg Idaho, Utah és Wyoming 1964 óta mindig a republikánus jelöltre szavazott.
A leggyorsabban növekvő demográfiai csoportként a latinók rendkívüli módon megoszlanak a két párt között. A bevándorlás ennek a csoportnak rendkívül fontos kérdés. Az illegális bevándorlás elleni fellépés hozta létre a 187. kaliforniai indítványt, egy szavazási iniciatívát, ami eltiltotta volna sok közszolgáltatástól az illegális bevándorlókat. Ezzel a javaslattal összefüggésben a kaliforniai republikánusok, különösen a jelenlegi kormányzó, Pete Wilson sok hispanót a demokraták karjaiba kergetett.